# Kreisgericht Schneidemühl
Das Kreisgericht Schneidemühl war von 1849 bis 1878 ein preußisches Kreisgericht mit Sitz in Schneidemühl.

## Geschichte
In Schneidemühl bestand bis 1849 das Land- und Stadtgericht Schneidemühl. Nach der Märzrevolution wurde dieses Gericht aufgehoben und in der ganzen Provinz Posen einheitlich Kreisgerichte gebildet. In Schneidemühl entstand so das Kreisgericht Schneidemühl. Es war eines von neun Kreisgerichten im Sprengel des Appellationsgerichts Bromberg. In Chodziesen und Margonin wurden Gerichtskommissionen eingerichtet.
Der Sprengel des Kreisgerichts Schneidemühl umfasste den Kreis Chodziesen mit den Städten Budsin, Chodziesen, Margonin, Samotschin, Schneidemühl und Usch mit 50.218 Gerichtseingesessenen (1861). Das Kreisgericht Schneidemühl war das zuständige Schwurgericht für die Kreisgerichte Lobsens, Schneidemühl und Schönlanke. Gerichtstage wurden in Budsin gehalten. Das Gericht bestand aus einem Direktor und neun Kreisrichtern.
Im Rahmen der Reichsjustizgesetze wurde das Gerichtswesen in Deutschland 1879 vereinheitlicht. Damit wurde das Kreisgericht Schneidemühl aufgehoben und das königlich preußische Amtsgericht Schneidemühl mit Wirkung zum 1. Oktober 1879 als eines von 13 Amtsgerichten im Bezirk des Landgerichtes Schneidemühl als Nachfolger gebildet.